# Mohamed Zemmamouche
Mohamed Lamine Zemmamouche (Mila, 2 gennaio 1985) è un calciatore algerino, portiere dell'ES Ben Aknoun.

## Carriera

### Nazionale
Ha partecipato con la sua Nazionale ai Mondiali di Brasile 2014.Ed è stato convocato come terzo portiere al Mondiale 2010

## Palmarès

### Club

#### Competizioni nazionali
- Campionato algerino: 2

USM Alger: 2002-2003
MC Alger: 2009-2010
- Coppa d'Algeria: 1

USM Alger: 2012-2013

#### Competizioni internazionali
- Champions League araba: 1

USM Alger: 2012-2013